# Калиновський (Новокузнецький район)
Кали́новський (рос. Калиновський) — селище у складі Новокузнецького району Кемеровської області, Росія. Входить до складу Сосновського сільського поселення.
Стара назва — Калінінський.

## Населення
Населення — 16 осіб (2010; 18 у 2002).
Національний склад (станом на 2002 рік):
- росіяни — 100 %